# Edwin Vásquez
Edwin Gonzalo Vásquez Cam, född 28 juli 1922 i Lima, död 9 mars 1993 i Lima, var en peruansk sportskytt.
Han blev olympisk guldmedaljör i fripistol vid sommarspelen 1948 i London.